# WWE SmackDown vs. Raw 2009
WWE SmackDown vs. Raw 2009 (frecuentemente acortado a WWE SvR 2009 o WWE SvR '09 y conocido como Exciting Pro Wrestling 10: SmackDown! vs. Raw 2009 en Japón) es un videojuego de lucha libre profesional desarrollado por Yuke's y publicado por THQ para las consolas de videojuego PlayStation 3, PlayStation 2, PlayStation Portable, Nintendo DS, Wii y Xbox 360. Es el décimo juego de la serie WWE SmackDown vs. Raw (siendo después renombrada simplemente WWE) y es la secuela de su antecesor del 2007, WWE SmackDown vs. Raw 2008 y fue sucedido por WWE SmackDown vs. Raw 2010 en el 2009. TOSE supervisó el desarrollo para la versión de Nintendo DS. El lanzamiento del juego en América del Norte fue el 9 de noviembre de 2008.
El videojuego está basado en la promoción de lucha libre profesional, World Wrestling Entertainment (WWE) y fue nombrado por dos de las tres marcas de la promoción, Raw y SmackDown. El juego presenta algunas nuevas características como el inferno match, el renovado tag team match y cuatro nuevos modos de juego: Crear Remate, Road to WrestleMania, Carrera y temporada multijugador.

## Road to WrestleMania
El modo Road to WrestleMania (RTWM) debutó en este juego, reemplazando al famoso modo Temporada de juegos anteriores. Desde entonces apareció en cada una de las entregas posteriores, hasta WWE '12. Este modo le permite al usuario jugar historias personalizadas con John Cena, Triple H, The Undertaker, Chris Jericho, CM Punk y una historia por parejas con Batista y Rey Mysterio.

## Jugabilidad

### En lucha
Una de las características más importantes del juego es el renovado tag team match. Una de las adiciones en este tipo de combate incluye maneras nuevas de darle el relevo al compañero de equipo, tales como el hot tag, que puede ayudar a salvar al jugador que se encuentra luchando si está en problemas, y el blind tag forzado, donde el compañero que no es legal se puede dar el relevo a sí mismo. El compañero en equipo del jugador legal juega un papel más importante en la lucha, permitiendo sostener al oponente contra las cuerdas siempre que se encuentre en la esquina y jalando las cuerdas hacia abajo cuando un oponente se aproxima hacia ellas, enviándolo fuera del ring. Los equipos ahora comparten su propio medidor de impulso, atributos y remates dobles en equipo.
SmackDown vs. Raw 2009 es el primer videojuego de la WWE en incluir el inferno match, un tipo de combate en donde el jugador debe encender en llamas a su oponente. Es similar al combate en vida real, donde el ring se encuentra rodeado en llamas que llegan de tuberías alimentadas con gas. Para ganar, el jugador debe realizar movimientos devastadores que incrementen la temperatura del ring. Tan pronto la temperatura llegue a los 500°F (o en la versión de EU, 300°C), el jugador puede encender en llamas a su oponente. Para encender en llamas a una persona, se debe (como ya se indicó anteriormente) incrementar la temperatura al máximo y arrastrar a la persona hacia las cuerdas siempre y cuando este se encuentre gravemente herido. Sin embargo, este tipo de combate no se encuentra disponible para Nintendo DS ni Wii.  
Muchos tipos de combate que no estuvieron en juegos anteriores regresaron a la serie. El backstage brawl, donde los jugadores pueden luchar tanto en el vestidor como en la "Gorilla position" trasbambalinas con toda una variedad de armas a su disposición; regresó y reemplazó al parking lot brawl match que aparecía en el juego anterior. También el Gauntlet match es una característica novedosa de la serie, donde una Superestrella se enfrenta a otras tres consecutivamente. Los modos Mánager General y Create-A-Championship fueron eliminados de SmackDown vs. Raw 2009.
Las versiones para Wii y DS ahora incluyen nuevos tipos de combate, como el Steel Cage y Ladder match, contando la versión para DS también con luchas de tables y TLC.
Los estilos de pelea, una de las principales características de la versión anterior, fueron eliminados. Algunas de las habilidades utilizadas se mantuvieron y mejoraron, con cada uno de los luchadores teniendo seis de veinte habilidades que asisten al jugador en áreas específicas. Una novedad del juego es la inclusión de movimientos personales, el movimiento más importante antes del remate. Con el impulso lleno, los jugadores pueden elegir almacenar un movimiento personal en lugar de realizar el remate, el cual pueden ejecutar más adelante.
Se implementó un nuevo sistema semiautomático de elección de objetivo, en el que, generalmente, de manera automática, se elegirá como blanco a un luchador en particular para que el jugador lo ataque, aunque también puede ser elegido por el usuario durante el juego.
La compañía japonesa TOSE tomó el lugar de Amaze Entertainment para el desarrollo de la versión de Nintendo DS. A diferencia del juego del año anterior, cuya jugabilidad tenía como enfoque el uso exclusivo del lápiz táctil, la edición de este año utiliza la cruceta predeterminada para el movimiento y el botón del hombro izquierdo para los remates. Ahora la jugabilidad de la versión para DS es similar al de las otras consolas, con libertad de movimiento completa alrededor del ring para el luchador y un medidor de resistencia que se va incrementando hasta conseguir el remate. Las llaves, ataques y sumisiones siguen controlándose con el lápiz táctil.

### Modos de juego
Road to WrestleMania:
En esta nueva modalidad, los usuarios pueden elegir jugar como cinco Superestrellas en historias de un jugador, entre los que se encuentran: Triple H, CM Punk, The Undertaker, John Cena o Chris Jericho. Las historias presentadas en esta modalidad están hechas a la medida para adaptarse al personaje del luchador elegido, con cada cinemática hecha exclusivamente para el mismo.
- Como parte del nuevo énfasis del juego en los tag teams, en la modalidad también se incluye una historia cooperativa, en donde los jugadores pueden tomar el rol de Rey Mysterio o Batista.[10][18] Por vez primera, la versión para Wii también cuenta con el modo Road to WrestleMania, reemplazando a su equivalente de la edición anterior, Main Event.[7]

Modo Carrera:
A diferencia del modo Road to WrestleMania, se puede elegir jugar como cualquiera de las Superestrellas y Divas, incluyendo luchadores creados por el usuario en el modo Crear WWE Superstar.

## Modos de Creación
La serie cuenta con una nueva modalidad de Creación: La Creación de un Finisher o remate final.En ella, el jugador tiene la capacidad de una selección de hasta 10 de más de 500 animaciones únicas para hacer el acabado único. Se mueve junto con la opción de acelerar o ralentizar las animaciones. Creando finishers se limitan a más movimientos con ambos a partir de pie frente a frente, con los futuros juegos de THQ sugiriendo que se desarrollará en más posiciones de partida. El Crear un finisher no está disponible en la versión de Wii del juego.
La otra gran nueva adición a la creación de modos de juego es la adición de la Highlight Reel, donde los jugadores pueden grabar los últimos 30 segundos de un partido en curso, y editar los clips juntos después personalizado con los ángulos de la cámara y añade efectos visuales y de sonido. Los jugadores pueden guardar hasta 20 archivos y puede subir por los usuarios en línea para ver. El modo de aparecer en la Playstation 3 y Xbox 360. Ambos (Crear un finisher y Highlight Reel) han sustituido el modo Crea tu Campeonato, decisión que fue tomada debido a su falta de apoyo de los aficionados. 
También se puede crear una superstar, pero ahora las principales características físicas son a base de prendas de vestir que domina en todo lo realista como la ropa suelta y collares. Sobre el 70% de las partes en el modo 3D, ahora tienen alrededor de 25 a 30% de la modalidad con nuevo contenido.Por primera vez, la versión de Nintendo DS cuenta con una versión limitada del modo Crear una Superstar. 
Un editor de la lista se ha introducido también para cambiar al luchador de la marca, la cara / talón disposición y los títulos a la exposición partidos. El juego del Crear-A-Stable modo también se ha incorporado en el editor en el marco del Equipo de Gestión de nombre. 
-Crear una entrada-se ha ampliado ahora a la función de las entradas para crear equipos. La versión de Wii tendrá un-Crear una entrada-al igual que las demás versiones, salvo una entrada limitada creada para los equipos. En cambio, utilizando el Wii Remote y Nunchuk, que contará con entradas interactivas y celebraciones de victoria, como el que presentan o por golpear a un oponente después de partido. El éxito plantea durante la entrada del jugador les dará más impulso y bonificaciones en el inicio del partido.

## Roster
El roster está conformado por 60 Luchadores y 10 Divas, los que están resaltados en negrita hacen su debut o regresan a la saga.
| - RAW - Ashley - Batista - Beth Phoenix - Candice - Charlie Haas2 - CM Punk - Chris Jericho - Chuck Palumbo - Cody Rhodes - Hardcore Holly - Jillian Hall1 - JBL - John Cena - JTG - Kane - Kofi Kingston - Lance Cade - Layla1 - Masked Man1 - Melina - Mickie James - Mr. McMahon1 - Paul London - Randy Orton - Rey Mysterio - Santino Marella - Shad - Shawn Michaels - Snitsky1 - Ted DiBiase2 - Tony - William Regal | - SmackDown - Big Daddy V - Big Show - Brian Kendrick - Carlito - Curt Hawkins1 - Edge - Festus - Jeff Hardy - Jesse - Jimmy Wang Yang - Maria - Michelle McCool - MVP - Mr. Kennedy - Ric Flair1 - Shelton Benjamin - The Great Khali - Super Crazy1 - Trevor Murdoch - Triple H - Umaga - The Undertaker - Victoria - Zack Ryder1 | - ECW - Chavo Guerrero - Elijah Burke - Evan Bourne 2 - Finlay - Hornswoggle (Sólo Manager)1 - John Morrison - Kelly Kelly - Mark Henry - Matt Hardy - Tazz1 - The Boogeyman1 - The Miz - Tommy Dreamer - Leyendas - Bushwhacker Butch2 - Bushwhacker Luke2 - Doink the Clown2 - Earthquake2 - Vader2 |

1Desbloqueable.

2Contenido Descargable.

### Otros y comentaristas
| - RAW - Lilian García - Jim Ross - Jerry Lawler - William Regal - Mike Chioda | - ECW - Tony Chimel - Joey Styles - Tazz - Stephanie McMahon | - SmackDown! - Justin Roberts - Michael Cole - Jonathan Coachman |

## Campeonatos
| Campeonato                        | Campeón                      | Marca     |
| --------------------------------- | ---------------------------- | --------- |
| WWE Championship                  | Triple H                     | Raw       |
| World Heavyweight Championship    | CM Punk                      | SmackDown |
| WWE Intercontinental Championship | Kofi Kingston                | Raw       |
| WWE United States Championship    | Shelton Benjamin             | SmackDown |
| WWE World Tag Team Championship   | Cody Rhodes & Hardcore Holly | RAW       |
| WWE Tag Team Championship         | John Morrison & The Miz      | ECW       |
| WWE Women's Championship          | Mickie James                 | Raw       |
| ECW World Championship            | Mark Henry                   | ECW       |
| WCW Championship                  | Ric Flair                    | WWE       |
| WWE Cruiserweight Championship    | Chavo Guerrero               | Smackdown |

### Arenas
- - SmackDown 2008
  - Raw 2008
  - ECW 2008
  - Backlash 2008
  - WrestleMania XXIV
  - No Way Out 2008
  - Royal Rumble 2008
  - Armageddon 2007
  - Survivor Series 2007
  - Cyber Sunday 2007
  - No Mercy 2007
  - Unforgiven 2007
  - SummerSlam 2007
  - The Great American Bash 2007
  - Vengeance 2007
  - One Night Stand 2007
  - Judgement Day 2007

## Banda sonora
- P.O.D. - Addicted
- Burn Halo - Save Me
- Egypt Central - Taking you Down
- Egypt Central - You make me sick
- Bloodsimple - Dead man Walking
- Murs - Swc
- The Exies - Lay Your Money Down
- Steriogram - Get Up
- Disturbed - Perfect Insanity
- SiX - Better Than Mine